# Álex Martínez (Fußballspieler, 1959)
Alejandro Patricio Martínez Tapia, kurz Álex Martínez, (* 26. Oktober 1959 in Valparaíso) ist ein ehemaliger chilenischer Fußballspieler. Der Abwehrspieler nahm an den Olympischen Spielen 1984 teil.

## Karriere

### Verein
Álex Martínez, auch Patato genannt, spielte für verschiedene Vereine in Chile. Größter Erfolg war dabei der Gewinn der Meisterschaft 1987 mit dem CD Universidad Católica. Später wechselte Martínez zum Universitätsrivalen CF Universidad de Chile. 1996 beendete er seine Karriere bei San Luis de Quillota, wo er 1981 im Profifußball begonnen hatte.

### Nationalmannschaft
Mit der U-23-Auswahl nahm Álex Martínez an den Olympischen Spielen 1984 teil. Nach dem zweiten Platz in der Gruppenphase hinter dem späteren Olympiasieger Frankreich schied Chile im Viertelfinale gegen Italien nach Verlängerung aus.
In der A-Nationalmannschaft debütierte Martínez in der Vorbereitung auf die Copa América 1987 beim Testspiel gegen Peru. Martínez wurde von Nationaltrainer Orlando Aravena in den Kader für die Südamerikameisterschaft berufen und absolvierte beim 3:1-Erfolg im Gruppenspiel gegen Venezuela sein einziges Turnierspiel. Chile kam bis ins Finale und unterlag dort Uruguay. Nach dem Turnier bestritt Martínez im November 1988 noch ein weiteres Länderspiel bei der Copa Juan Pinto Durán gegen Uruguay. Insgesamt spielte der Verteidiger vier Mal für die La Roja.

## Erfolge
Universidad Católica
- Chilenischer Meister: 1987